# Leonard A.M. Grandell
Leonard A.M. Grandell, finski general, * 1894, † 1967.